# 石切山脈

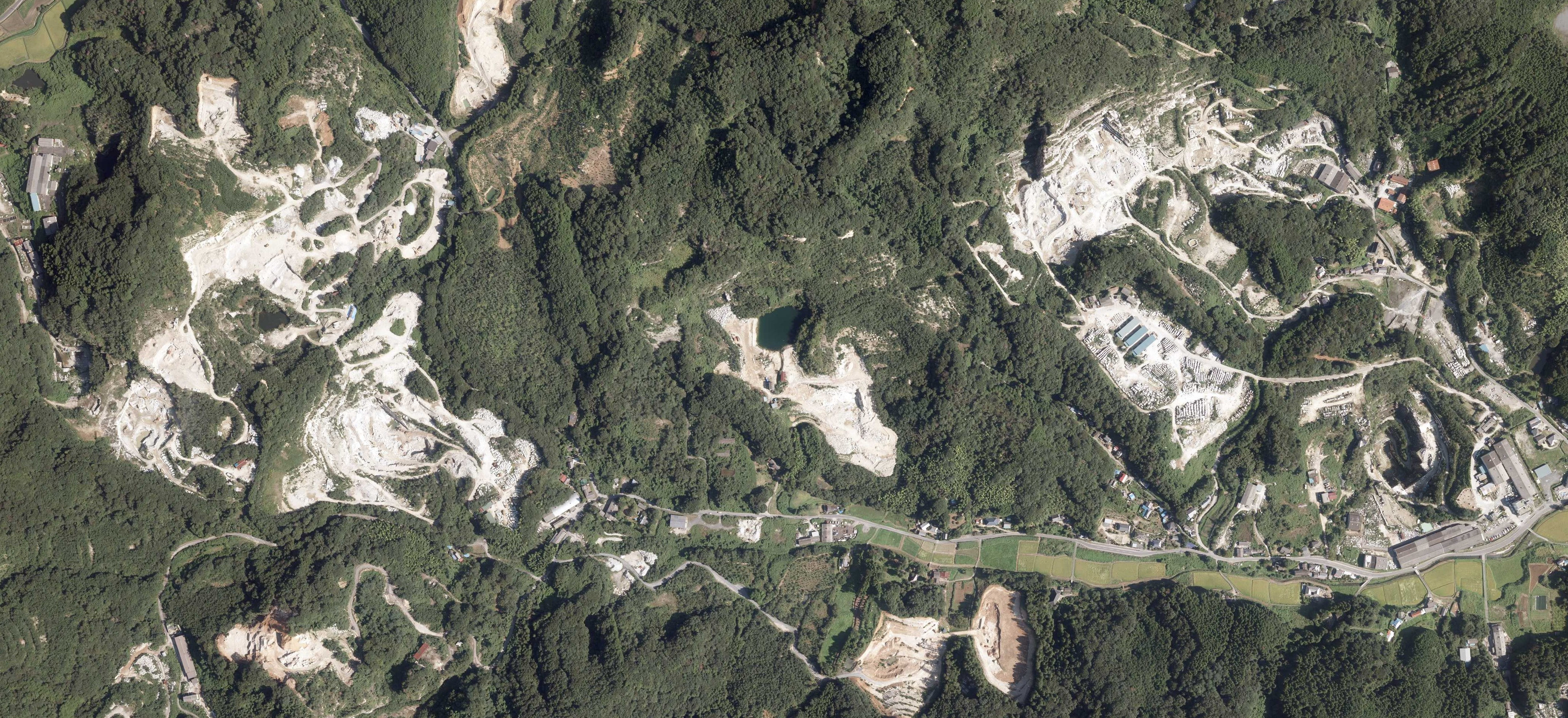
2012年に空撮された周囲の採石場。観光地化されている前山採石場は画像右下の一区画である。

石切山脈（いしぎりさんみゃく）は、茨城県笠間市稲田にある、稲田石（稲田白御影石）の採石場。
絶景スポットとして人気の景勝地でもある。

## 概要
東西約10キロメートル、南北約5キロメートル、地下約1.5キロメートルに渡って分布している。隣接する桜川市羽黒地区（羽黒青糠目石）や真壁地区（真壁石）とともに石材産地を形成している。

## 歴史
約6000万年前に地下深くでマグマが固まって形成された。
江戸期から採掘はなされていたが、交通アクセスに乏しく地方への流出はほとんどなかった。
本格的な開発は1888～89年に小豆島から移住した有力者らが採掘権を獲得したことにはじまるとされ、1897年から本格化、1899年には「中野組」による大規模採掘がはじまった。
水戸鉄道（現・JR水戸線）のルート上に置かれたことから当初から鉄道での輸送展望を描いており、1887年からは藤原与太郎により水戸鉄道へ資材が提供されている。1889年の開業時には稲田に駅は設けられなかったものの、鍋島彦七郎が土地を買収して水戸鉄道に無償提供したことで、1897年に貨物駅として稲田駅が開業、積み出し駅となった（羽黒駅でも大貫亀吉によって同様の整備がなされている）。鍋島は同時にトロッコなどの積み出し設備も整備している。
東京からのアクセスの良さ故に1904年の市電拡充、1923年の震災などでは多くの積み出しで賑わい、三井本館や国会議事堂など著名建造物にも多く用いられた。
羽黒駅では1970年に、稲田駅では1984年に貨物扱いが廃止され、その後規模を縮小しながらも石切山脈では2025年現在まで採掘が続けられている。2020年時点でも年間約1万4千トンを採石し、全国シェアの7～8割を占めている。
現在は中野組から全事業賃貸借を受けた「株式会社想石」がおもに採掘・出荷を担っている。

## 観光地化
仮面ライダーシリーズをはじめ多くのTV番組や、ミュージックビデオのロケ地としても知られる。
また2014年に休止した前山採石場の跡地に地下水が貯まり、湖のような景観を作り出し、時期不明だが「地図にない湖」（「茨城のグランドキャニオン」と称されることもある）として話題になり、広大な岩壁も相まって絶景と評され、2010年代末には2万人もの人が訪れるようになった。
前述の想石は観光事業向けに子会社「U-A」を設立し、2020年からプレミアムツアーの実施やカフェの営業も行っている。

## 交通
- 水戸線稲田駅から徒歩18分またはタクシーで4分。
- 北関東自動車道笠間西ICから車で9分。